# Vincent Gérard
Vincent Gérard (n. 16 decembrie 1986, Woippy⁠(d), Lorraine⁠(d), Franța) este un handbalist ce a reprezentat Franța, medaliat olimpic. A participat la 2 ediții ale Jocurilor Olimpice (2016, 2020) în care a câștigat o medalie de aur și o medalie de argint.